# Славань (Светлогорский район)
Славань (бел. Сла́вань) — деревня в Осташковичском сельсовете Светлогорского района Гомельской области Республики Беларусь.

## География

### Расположение
В 19 км на юго-запад от Светлогорска, 6 км от железнодорожной станции Останковичи (на линии Жлобин — Калинковичи), 129 км от Гомеля.

### Гидрография
На реке Жердянка (приток реки Сведь). Недалеко расположено Светлогорское водохранилище.

## Транспортная сеть
Автодорога связывает деревню со Светлогорском. Планировка состоит из 2 частей: северной (к прямолинейной улице почти меридиональной ориентации присоединяется с запада короткая улица) и южной (к центру прямолинейной улицы, ориентированной с юго-запада на северо-восток, присоединяются 3 короткие улицы). Застройка двусторонняя, преимущественно деревянная, усадебного типа.

## История
Обнаруженный археологами курганный могильник (в 2 км на запад от деревни, в урочище Гуслище, 22 насыпи) свидетельствует о деятельности человека в этих местах с давних времён. Согласно письменным источникам известна с XVI века как селение в Речицком повете Минского воеводства Великого княжества Литовского, великокняжеская собственность.
После 2-го раздела Речи Посполитой (1793 год) в составе Российской империи. С давних времен действовала Николаевская церковь (обозначена в 1796 году, а в 1803 году характеризовалась как ветхая). В 1853 году построено новое здание церкви, в архиве которой хранились метрические книги с 1795 года. В 1863 году открыта школа, которая размещалась в наёмном крестьянском доме. В 1914 году построено отдельное школьное здание. Согласно переписи 1897 года действовали хлебозапасный магазин, трактир, в Карповичской волости Речицкого уезда Минской губернии.
На территории Славаня действовала паровая мельница принадлежащая зажиточной семье Туник которая в 1930 после раскулачивания перешла во владение местного колхоза. В 1931 году организован колхоз, начальная школа (в 1935 году — 133 ученика). В 1930-е годы 12 жителей были репрессированы. Во время Великой Отечественной войны в августе 1941 года оккупанты сожгли 212 дворов и убили 72 жителей. В боях в 1943-44 годов около деревни погиб 181 советский солдат (похоронены в братских могилах на деревенском кладбище). Располагались библиотека, фельдшерско-акушерский пункт, клуб.

## Население

### Численность
- 2021 год — 157 жителей

### Динамика
- 1885 год — 59 дворов
- 1897 год — 66 дворов, 518 жителей (согласно переписи)
- 1925 год — 189 дворов
- 1930 год — 217 дворов, 1090 жителей
- 1940 год — 227 дворов
- 1959 год — 1013 жителей (согласно переписи)
- 2004 год — 158 хозяйств, 343 жителя
- 2021 год — 157 жителей

## Достопримечательность
- Братская могила (1943) —  Историко-культурная ценность Республики Беларусь, шифр 313Д000778.
- Курганный могильник периода раннего Средневековья (X—XIII вв.), урочище Гумница —  Историко-культурная ценность Республики Беларусь, шифр 313В000779.